# Samsung Galaxy A9 Pro (2016)
O Samsung Galaxy A9 Pro (2016) (estilizado como SAMSUNG Galaxy A9 Pro6) é um smartphone Android produzido pela Samsung Electronics. Foi lançado em março de 2016.
O Samsung Galaxy A9 Pro (2016) roda o Android Marshmallow. A diferença entre o Samsung Galaxy A9 (2016) e a versão Pro é que o A9 (2016) tem 3GB de RAM e 4000mAh de bateria, enquanto o A9 Pro tem 4GB de RAM e 5000mAh de bateria. Além disso, o A9 Pro está equipado com uma câmara traseira de 16 MP, enquanto o A9 (2016) inclui apenas uma câmara de 13 MP.